# Didier Bès

a Compétitions nationales et continentales officielles uniquement.

Dernière mise à jour le 3 décembre 2023.
Didier Bès, né le 2 mai 1966 à Castres, est un joueur français de rugby à XV évoluant au poste de talonneur, devenu entraîneur à la fin de sa carrière. 
Depuis décembre 2023, il est chargé du secteur de la mêlée au club du Montpellier HR.

## Biographie
Formé au Castres olympique où il a côtoyé Marco Arganèse, Didier Bès rejoint le club de Montpellier en 1990. 
Capitaine de l'équipe, il remporte le titre de champion de Pro D2 en 2003. Il dispute 331 rencontres avec les Cistes, ce qui constitue un record jusqu'à ce qu'il soit dépassé en 2021 par Fulgence Ouedraogo. 
En 2003, il intègre l'encadrement technique du club héraultais et devient entraîneur adjoint, chargé des avants jusqu'en 2012. Il prend alors en charge les avants de l'équipe espoirs du Montpellier HR et en novembre 2013, il prend également en charge les avants des Lelos, le XV Géorgien.
Fin décembre 2014, il rejoint l'encadrement technique de Jake White au Montpellier Hérault rugby,.

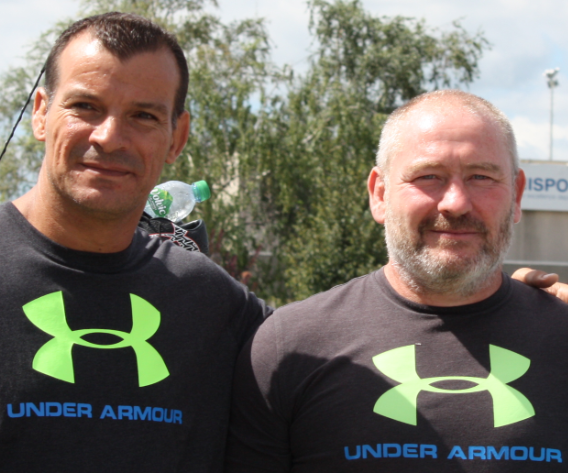
Didier Bès, à droite, avec Bernard Goutta, entraîneur des avants de l'ASM Clermont.

En 2015, il rejoint l'ASM Clermont Auvergne comme responsable de la mêlée clermontoise. Après une saison comme pigiste à temps partiel, il devient coach de la mêlée à plein-temps à partir de 2016. Il quitte le club à la suite du départ de Franck Azéma en 2021.
En décembre 2023, il revient à Montpellier pour être chargé de la mêlée.

## Palmarès

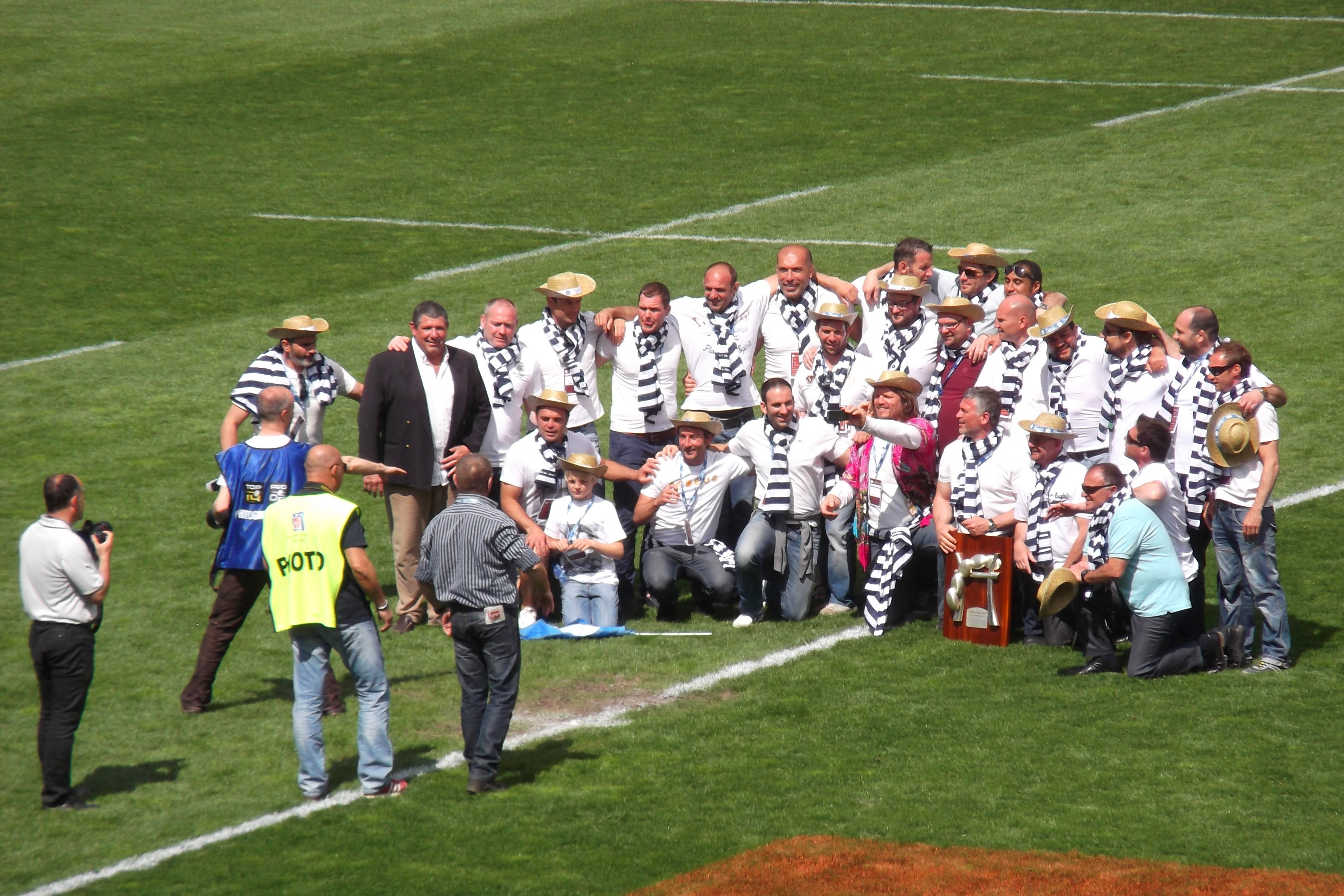
Les anciens de 2002-2003 du Montpellier Hérault rugby en mai 2013.

### Joueur
Avec le Castres olympique
- Championnat de France Groupe B
  - Champion (1) : 1989

Avec Montpellier
- Championnat de France de rugby à XV de 2e division :
  - Champion (1) : 2003 avec Montpellier[1],[2].

### Entraîneur
Avec Montpellier (entraîneur chargé des avants)
- Championnat de France :
  - Vice-champion 2011 : (1)[10].

Avec l'ASM Clermont (entraîneur chargé de la mêlée)
- Championnat de France :
  - Champion (1) : 2017
  - Vice-champion (1) : 2019
- Coupe d’Europe :
  - Finaliste (1) : 2017
- Challenge européen :
  - Vainqueur (1) : 2019

### Distinctions personnelles
- Oscar du Midi olympique du meilleur staff :  Or (2011 avec le Montpellier HR)
- Nuit du rugby : meilleur staff du Top 14 de la saison 2010-2011 avec le Montpellier HR